# یوسف مشهدی
مولانا یوسف مشهدی از خوشنویسان قرن هفتم هجری است. از او در سایر خطوط ششگانه هم آثاری باقی مانده‌است. نصرالله طبیب از شاگردان یاقوت مستعصمی بوده و گفته می‌شود در سال وفات یاقوت درگذشته است. او حدود ۷۰۰ ه‍. ق بدرود حیات گفته‌است.
در اواخر عمر از عراق به آذربایجان رفت و در شهر تبریز به کتابت و تعلیم پرداخت. از شاگردان او عبدالله صیرفی است. از آثار یوسف مشهدی قرآنی در کتابخانه‌ی ایاصوفیه استانبول نشانی داده‌اند که تاریخ ۶۶۸ ق دارد.